# Mollisina rubi
Mollisina rubi är en svampart som först beskrevs av Heinrich Rehm, och fick sitt nu gällande namn av Franz Xaver von Höhnel 1926. Mollisina rubi ingår i släktet Mollisina och familjen Hyaloscyphaceae.   Inga underarter finns listade i Catalogue of Life.